# فتاة الدبابة (فلم)
فتاة الدبابة (بالإنجليزية: Tank Girl) هو فيلم خيال علمي أمريكي من إخراج راشيل تالالاي مبني على كوميك بريطاني يحمل نفس الاسم. الفيلم من بطولة لوري بيتي، آيس-تي، نعومي واتس ومالكولم ماكدويل، صدر الفيلم في 31 مارس 1995.

## روابط خارجية
- مقالات تستعمل روابط فنية بلا صلة مع ويكي بيانات